# زوال الحبيبات
زوال الحبيبات أو زوال التحبب (بالإنجليزية: Degranulation)‏ هي عملية خلوية يحدث فيها إطلاق لمضادات الميكروبات السامة للخلايا أو الجسميات الأخرى من الحويصلات الإفرازية التي تُسمى بالحبيبات، وهي موجودة داخل بعض الخلايا. تُستخدم بواسطة عدد من الخلايا المُختلفة حيثُ تشترك في الجهاز المناعي، وتتضمن الخلايا المحببة (الخلايا المتعادلة والخلايا القاعدية والخلايا الحمضية) والخلايا الصارية، كما قد تُستخدم أيضًا في بعض الخلايا اللمفاوية مثل الخلايا الفاتكة الطبيعية وخلايا تي القاتلة والتي تهدف بشكلٍ أساسي إلى تدمير الميكروبات.

## روابط خارجية
- Cell+Degranulation في المكتبة الوطنية الأمريكية للطب نظام فهرسة المواضيع الطبية (MeSH).